# Hoffmannseggia microphylla
Hoffmannseggia microphylla es una especie de planta floral del género Hoffmannseggia, tribu Caesalpinieae. Fue descrita por Torr. y publicada por primera vez en W.H.Emory, Rep. U.S. Mex. Bound. 2(1): 58 (1859).
Es un arbusto que crece en zonas desérticas o en matorrales secos.

## Distribución
Se distribuye por Estados Unidos (Arizona, California) y el noroeste de México.